# Fischbacher Alpen
Die Fischbacher Alpen sind Teil des Randgebirges östlich der Mur.

## Lage und Landschaft
Sie sind ein sanfter, langgestreckter, wald- und almenreicher Gebirgszug mit Mittelgebirgscharakter in der Steiermark, Österreich, südlich der Mürz. Sie sind östliche Ausläufer der Zentralalpen und Teil des Steirischen Randgebirges.
Sie erstrecken sich vom Durchbruch der Mur im Westen bis zum Feistritzsattel im Osten. Umgrenzung nach Valtiner (2016) ist Mürz – Mürzzuschlag – Fröschnitzbach – Stuhlecker Bach – Pfaffensattel – Kleiner Pfaffenbach – Pfaffenbach – Rettenegg – Feistritz – Gasenbach – Straßegg – Zuckenhutbach – Breitenauerbach – Mur – Bruck/Mur – Mürz. Höchster Gipfel ist das Stuhleck (1782 m ü. A.). Weitere markante Erhebungen sind die Pretul (1656 m) und Amundsenhöhe (1666 m), der Teufelstein (1498 m), die Stanglalpe (1490 m), der Sauernkogel (1451 m), der Steinriegel (1577 m), der Hochschlag (1580 m) und das Rennfeld (1629 m).

## Kultur
Benannt sind sie nach dem Ort Fischbach.
In den Fischbacher Alpen liegt Alpl (Gemeinde Krieglach), der Geburtsort Peter Roseggers. Im Jahr 1998 widmete sich eine Sendung der ORF-Reihe Klingendes Österreich den Fischbacher Alpen. Unter dem Titel Gebirge ohne Härte: Die Fischbacher Alpen führte die Sendung zu den wichtigsten Ortschaften und Berggipfeln in den Fischbacher Alpen.

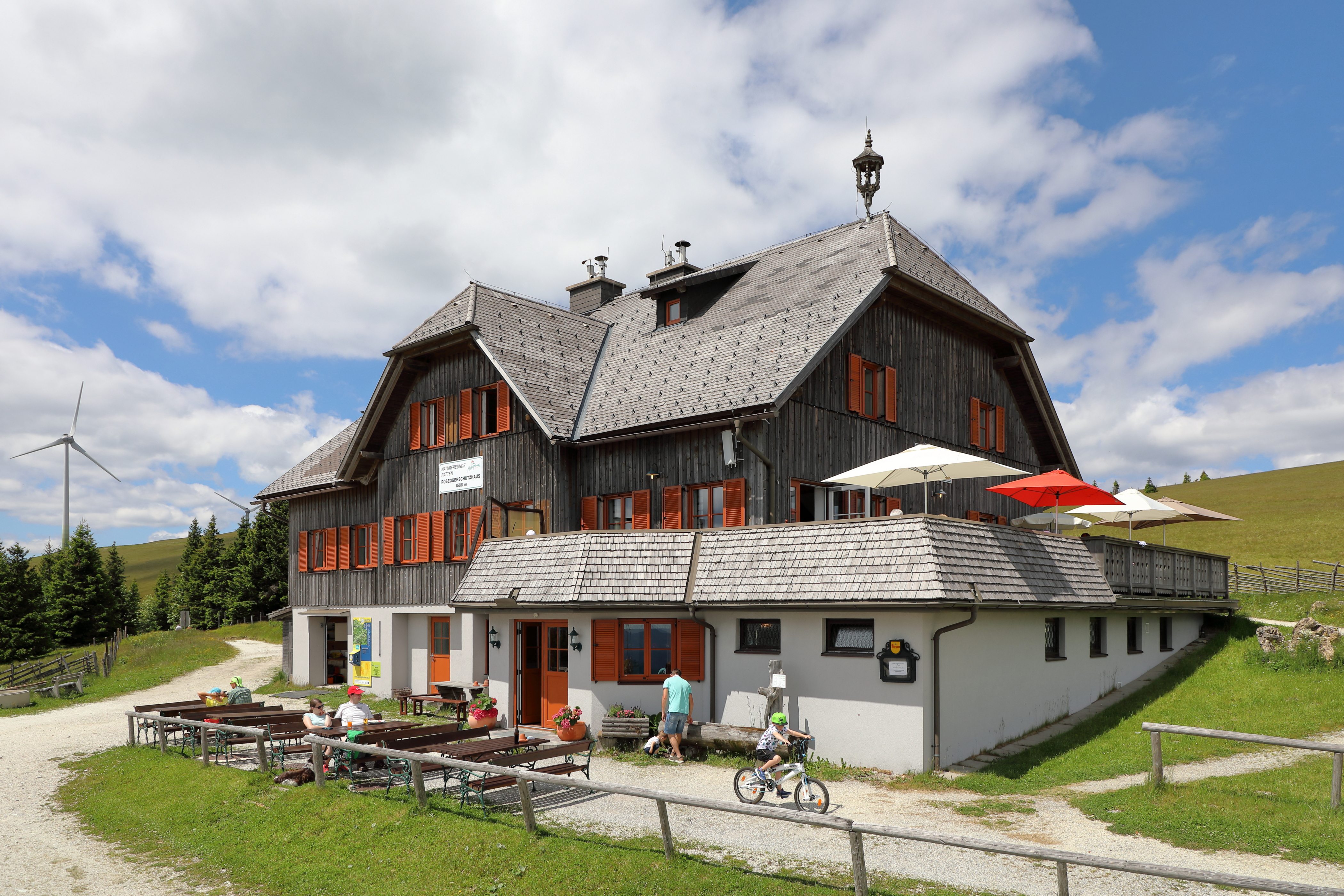
Die nach Peter Rosegger benannte Schutzhütte am Pretul
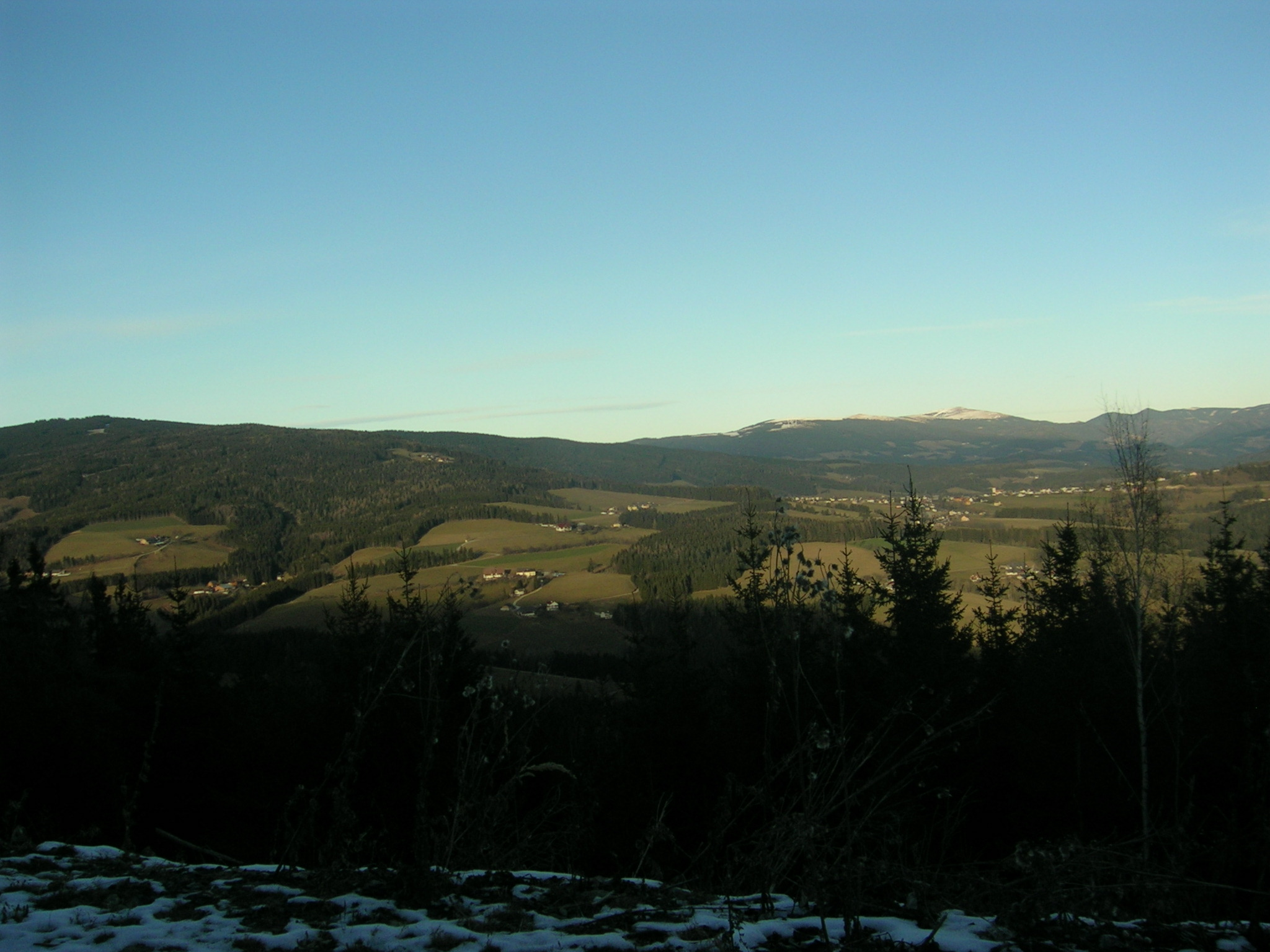
Links Teufelstein, rechts-Mitte Stuhleck, davor liegend das Dorf Fischbach
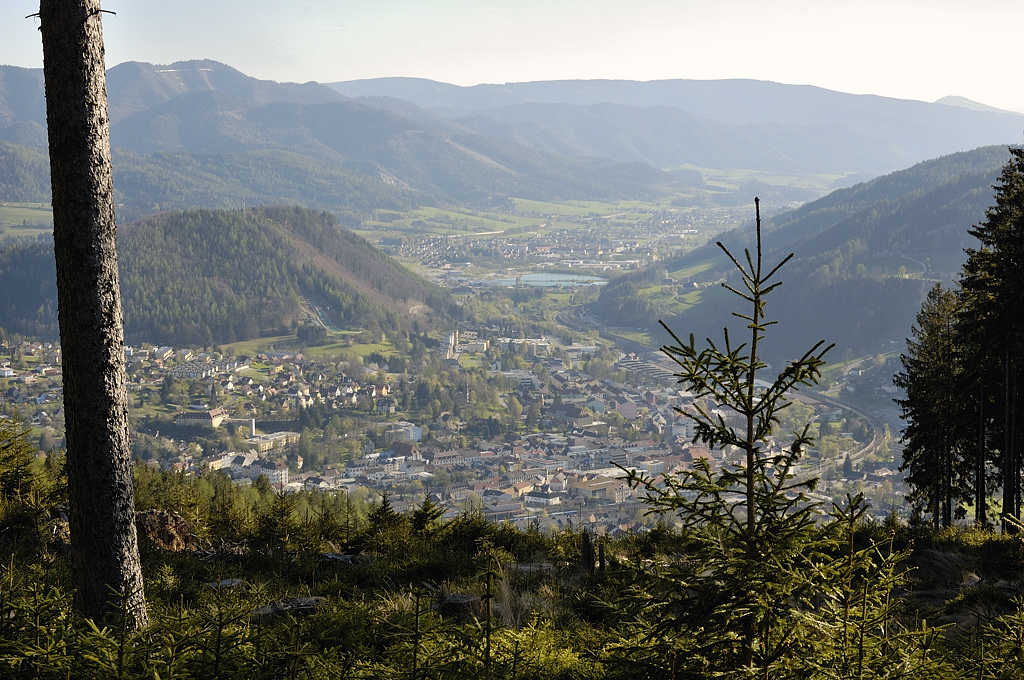
Bei Mürzzuschlag, Blickrichtung talauswärts im Mürztal (Südwesten)
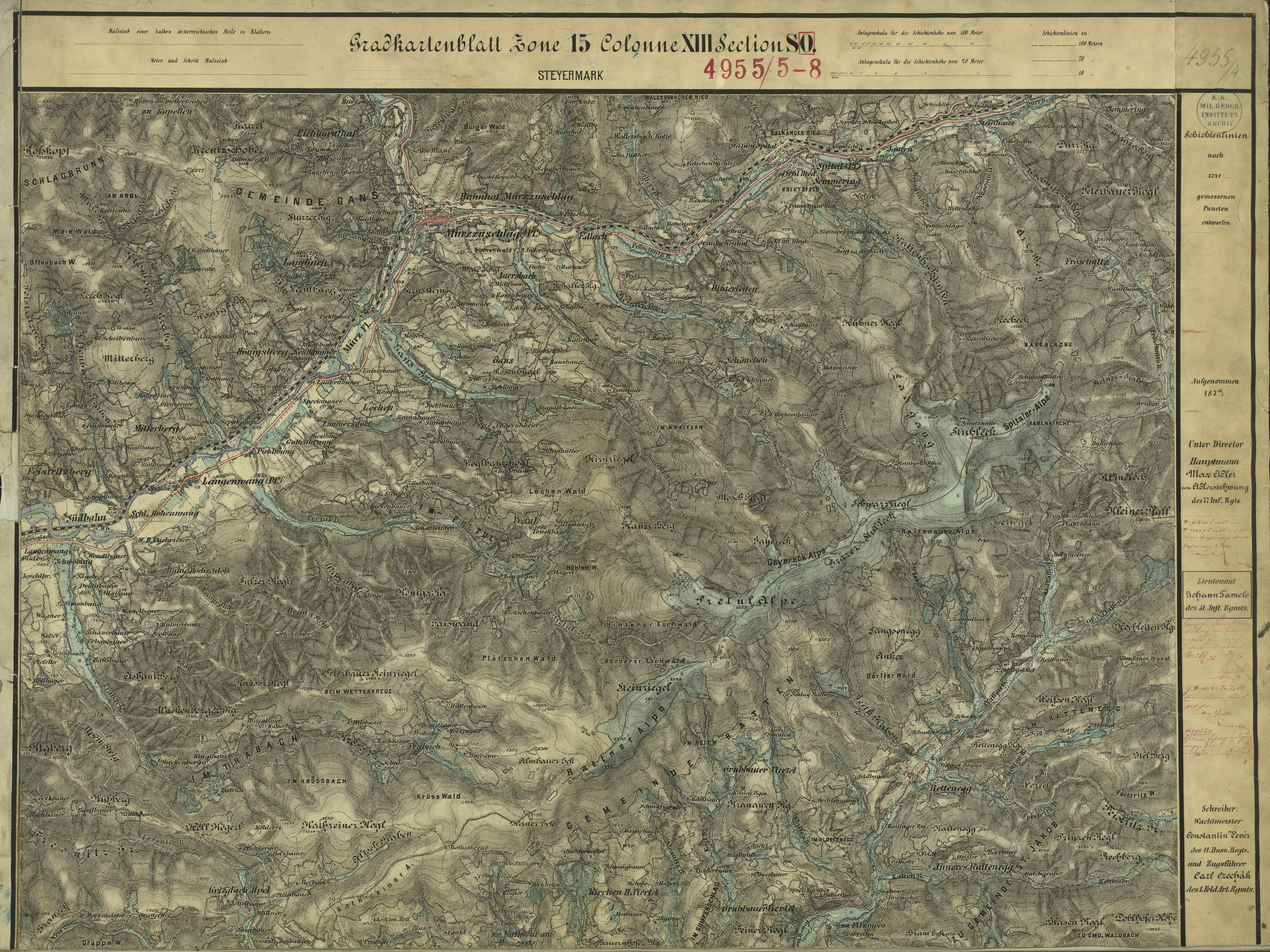
Die Fischbacher Alpen (Mitte) um das Jahr 1876 (Aufnahmeblatt der Landesaufnahme)